# Associação Esportiva Politécnica de Rugby
L'Associação Esportiva Politécnica de Rugby, semplicemente Poli Rugby è una società di rugby a 15 brasiliana di San Paolo. Partecipa al massimo campionato brasiliano.

## Storia
Nel 2018 ha conquistato il titolo di campione del Brasile.

## Palmarès
- Campionato brasiliano di rugby: 1 2018
- Campionato paulista di rugby: 2 (2017-2018)